# Horneburg
Horneburg (dolnoniem. Hornborg) – miasto (niem. Flecken)  w Niemczech, w kraju związkowym Dolna Saksonia, w powiecie Stade, siedziba gminy zbiorowej Horneburg.